# Rompsnelheid
De grenssnelheid of rompsnelheid is de maximale snelheid waarmee een schip in normale toestand kan varen. Als een schip vaart ontstaat voor het schip een boeggolf, doordat het water daar weggedrukt wordt. Dit water loopt om en onder het schip naar de achterzijde (retourstroom). Wanneer de grenssnelheid of rompsnelheid wordt bereikt, lijkt het schip gevangen in pure waterverplaatsing, aangezien het nauwelijks meer in snelheid kan toenemen, ongeacht het voortstuwend vermogen. Meer toegevoerd vermogen (door de motor en de schroef) wordt uitsluitend omgezet in het opbouwen van meer golven en niet in snelheid.
Een (normaal) schip kan niet sneller varen dan de loopsnelheid van de boeggolf, het schip kan zijn eigen boeggolf niet inhalen. Hiermee is de grenssnelheid dus een fysische begrenzing van de vaarsnelheid. 
In de waterbouwkunde en het ontwerpen van vaarwegen is het de gewoonte om deze snelheid de grenssnelheid te noemen. In de scheepsbouw en scheepvaart komt men tegenwoordig hiervoor ook de term rompsnelheid tegen; deze term is ingevoerd als letterlijke vertaling van het Engelse hull speed, en is dus eigenlijk een anglicisme.

## Berekening van de grenssnelheid
De maximale snelheid van de boeggolf is gelijk aan de golfsnelheid, die gegeven is door:
{\displaystyle {\begin{matrix}c={\frac {gT}{2\pi }}\tanh {\frac {2\pi h}{L}}\\L=cT\end{matrix}}\quad ]\quad V_{l}=c={\sqrt {{\frac {gL}{2\pi }}\tanh {\frac {2\pi h}{L}}}}}
waarin {\displaystyle c} de snelheid van de golf is, {\displaystyle g} is de valversnelling, {\displaystyle T} is de golfperiode, {\displaystyle L} is de golflengte en {\displaystyle h} de waterdiepte.
De golflengte is ongeveer gelijk aan de lengte van het schip. In diep water versimpelt deze formule tot
{\displaystyle V_{l}=c={\sqrt {\frac {gL}{2\pi }}}} oftewel na invulling van de constanten: {\displaystyle v_{l}\approx 1,25\times {\sqrt {L}}}. Let wel, de constante 1,25 is niet dimensieloos, maar heeft de dimensie {\displaystyle {\sqrt {m}}/s}. Dit getal geldt dus alleen bij snelheid in m/s en scheepslengte (of golflengte) in m. Worden km/hr en m gebruikt is de constante 4,49, bij gebruik van knopen en voeten is de constante 1,34.

Definitie van parameters in de spiegeldalingberekening van Schijf

In ondiep water is dit gecompliceerder omdat de waterdiepte (minus de Spiegeldaling in de formule komt, en de spiegeldaling hangt weer van de snelheid af. Dit leidt, in combinatie met de Wet van Bernoulli tot:
{\displaystyle {\frac {A_{s}}{A_{c}}}-{\frac {V_{l}^{2}}{2gh}}+{\frac {3}{2}}{\frac {V_{l}^{2/3}}{(gh)^{1/3}}}=1}
waarin {\displaystyle A_{s}} de natte dwarsdoorsnede van het schip is, en {\displaystyle A_{c}} de natte doorsnede van het kanaal (zie figuur). Deze vergelijking is lastig op te lossen, maar grafisch goed weer te geven. In bijgaande grafiek is de relatieve grenssnelheid weergegeven (genormaliseerd door te delen door {\displaystyle {\sqrt {gh}}}).
Deze afleiding is voor het eerst gemaakt door J.B. Schijf.

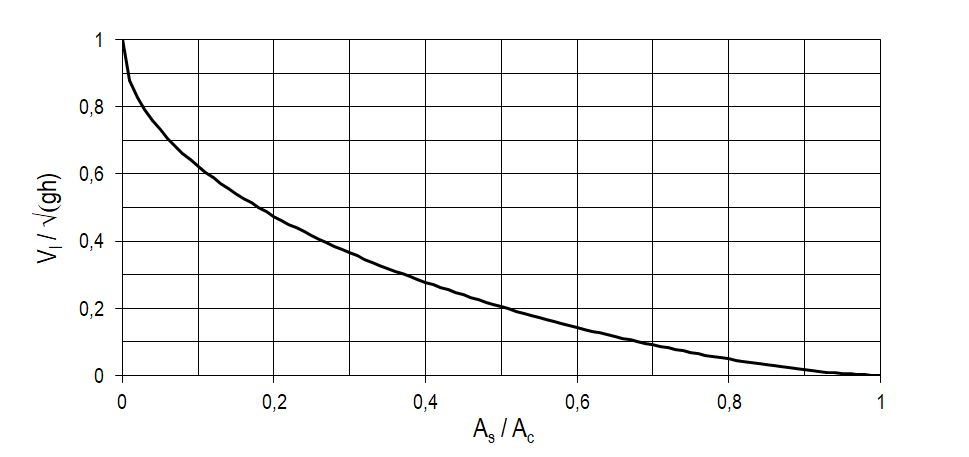
Grenssnelheid V_{l} als functie van de blokkering van het kanaal

In ondiep water is de grenssnelheid dus ook een functie van de verhouding tussen waterdiepte en de golflengte. Grafisch kan dan weergegeven worden in de dimensieloze grafiek links. 

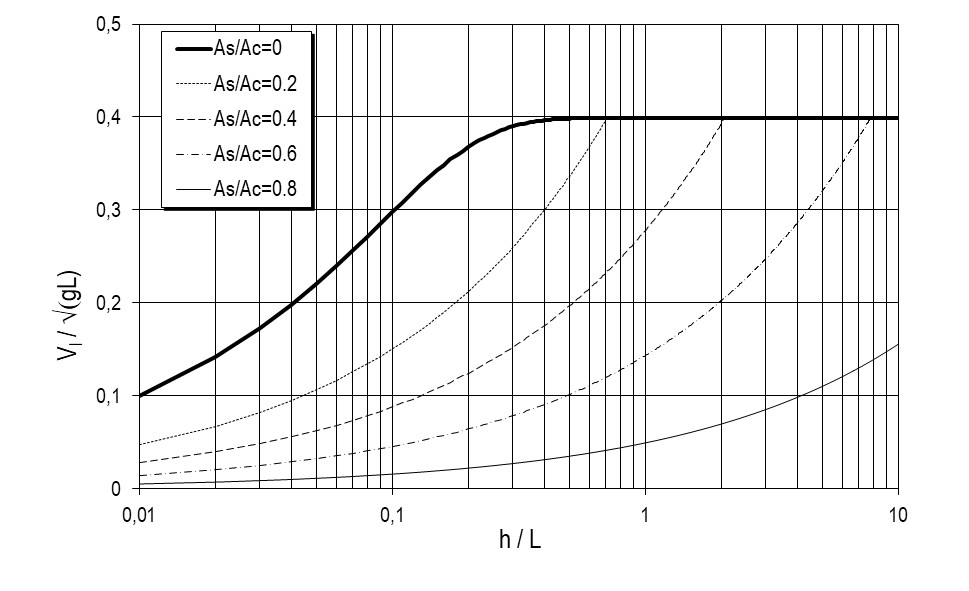
Grenssnelheid in beperkt vaarwater

Beide grafieken kunnen samengevat worden in één grafiek waar de verhouding z/h is weergegeven als functie van As / Ac voor een paar relevante waarden van de gekozen ontwerpsnelheid.

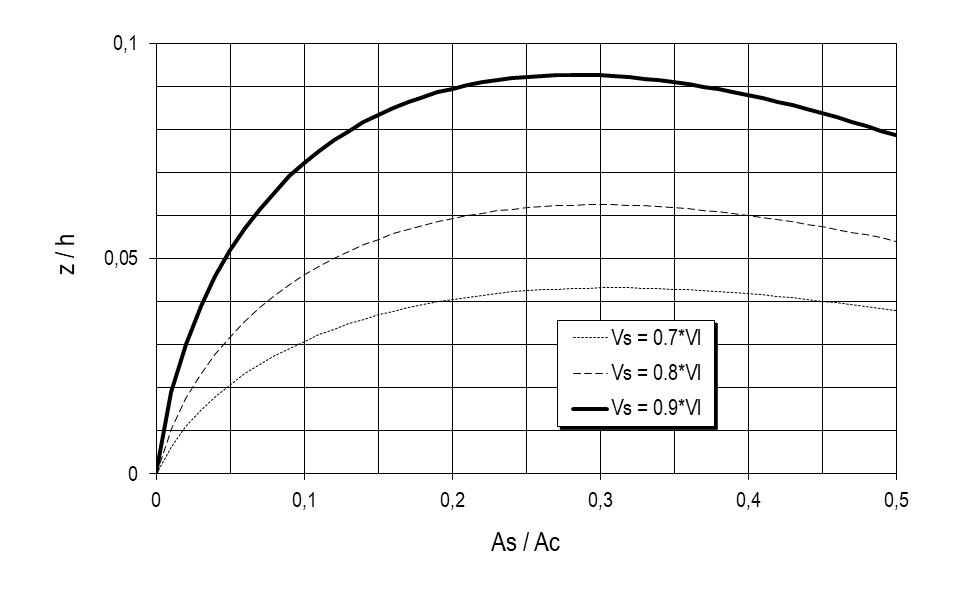
Spiegeldaling als functie van grenssnelheid (Schijf)

## Voorbeeld
Bijvoorbeeld, gegeven een schip van 10 m breed en een diepgang van 3 m (met een bakprofiel, zoals een klase IV duwbak met een lengte van 70 m) vaart in een kanaal van 40 m breed en 5 m diep. De verhouding As / Ac is dan 0,16. De verhouding vl /√ (gh) = 0,55 (zie figuur rechts) en dus is de grenssnelheid 3,8 m/s (ca. 7,5 knoop). Als ontwerpsnelheid wordt meestal 90% van de grenssnelheid aangehouden, dus 3,4 m/s. Overigens is de grenssnelheid van deze bak in ruim vaarwater (dus diep en breed) ruim 10 m/s (20 knopen). 
Deze waarden zijn nodig om de spiegeldaling en de retourstroom te berekenen

## Sneller dan de grenssnelheid
Bepaalde soorten schepen kunnen sneller varen dan de grenssnelheid. Dit kost veel extra vermogen. Men tracht voor dit soort schepen de doorsnede As zo klein mogelijk te maken, bijv. door het gebruiken van een catamaran of trimaran. Ook kan het schip door draagvleugels deels uit het water getild worden. Dit maakt ook dat het schip sneller kan dan de normale grenssnelheid. Bij een speedboot wordt door de schroef zoveel vermogen geleverd dat vrijwel het gehele schip uit het water getild wordt. Sneller varen dan de grenssnelheid wordt planeren genoemd. Dit gebeurt bij snel varende speedboten, maar kan ook bij zeilboten en zelfs bij zwemmers gebeuren.  